# 高知ぢばさんセンター
高知ぢばさんセンター（こうちぢばさんセンター）は、高知県高知市布師田にある総合展示場および会議場。

## 概要
高知県内随一の規模を誇る総合展示場および会議場で、屋内大ホールおよび屋外展示場などを擁し、各種の展示会、イベント、会議、資格試験などが行われている。また、大規模駐車場が併設されており、駐車場で展示会（自動車など）が行われることもある。かつてはモーターショーも盛んに行われていた。現在では自動車関連はトヨタ（大駐車場にて）、日産、ホンダや過去にはマツダがフェアなどの展示会を行っている。ホンダの場合は単に展示会を行うだけで無くASIMOなど新開発した技術をお披露目する場合もある。数年に一度軽自動車フェアや輸入車フェアも存在する。公益財団法人高知県産業振興センターが事業主体であり、株式会社四国環境管理センターが事業受託者として運営管理している。
センターが建設される前には、1984年に「'84高知・黒潮博覧会」が開催され、ジェットコースターなどのアトラクションや当時デビューしたばかりのチェッカーズのコンサートも行われた。
- 大ホール：各種の展示会、イベントなどが行われている。面積3000m2、収容人数5000人。
- 研修室：3室あり、各種の研修会などに使用されている。
- 商談室：4室あり、各種の商談会などに使用されている。
- 会議室：1室あり、各種の会議などに使用されている。

駐車場とその収容台数は以下の通りである。
- P-1北駐車場（137台）
- 公園敷地（250台）
- P-3駐車場（400台）
- P-5駐車場（30台）

## 交通
- JR四国土讃線土佐一宮駅から徒歩12分。
- 高知自動車道高知ICより車5分。